# Koradāchcheri
Koradāchcheri är en ort i Indien.   Den ligger i distriktet Thiruvarur och delstaten Tamil Nadu, i den södra delen av landet, 2 000 km söder om huvudstaden New Delhi. Koradāchcheri ligger 20 meter över havet och antalet invånare är 6 151.
Terrängen runt Koradāchcheri är mycket platt. Runt Koradāchcheri är det tätbefolkat, med 659 invånare per kvadratkilometer. Närmaste större samhälle är Koothanallur, 6,1 km söder om Koradāchcheri. Trakten runt Koradāchcheri består till största delen av jordbruksmark.